# ابن‌وایلر
اِبِن‌وایلر (به آلمانی: Ebenweiler) یک شهر در آلمان است که در رافنسبورگ واقع شده‌است. ابنوایلر ۱٬۱۵۵ نفر جمعیت دارد.

## خواهرخوانده
شهر Thiron-Gardais خواهرخواندهٔ ابنوایلر هست.